# Лю Чжіву
Лю Чжіву  (кит.: 吕 志武, 18 березня 1989) — китайський плавець, олімпійський медаліст.

## Виступи на Олімпіадах
| Олімпіада   | Дисципліна                      | Місце |
| ----------- | ------------------------------- | ----- |
| Пекін 2008  | естафета 4 × 100 вільним стилем | 12    |
| Лондон 2012 | естафета 4 × 100 вільним стилем | 11    |
| Лондон 2012 | естафета 4 × 200 вільним стилем | 3     |
| Лондон 2012 | комплексна естафета 4 × 100     | 11    |